# 寿徳寺 (東京都北区)
寿徳寺（じゅとくじ）は、東京都北区滝野川4丁目にある真言宗豊山派の寺院。住職は第25世の新井京誉（女性）。

## 歴史
寺伝によると、鎌倉時代、当地を訪れた武士によって本尊の観世音菩薩を安置したことに始まると言われている。本尊は谷津子育観音として、昔より親しまれた。
江戸時代に、当地を治めていた領主との間で揉め事があり、その際に古文書を失ってしまったため、詳細な由来は不明となっている。
その後、幕末になり新選組・近藤勇他隊士達の菩提寺となり、近藤処刑後、境外墓地として現在板橋駅そばにある近藤の墓地の管理・及び命日における供養をしている。
また、2008年には境外仏として谷津大観音が建立した。

## 主な施設
- 本堂
- 護摩堂
- 客殿
- 墓地
- 谷津大観音（境外仏）
- 近藤勇の墓（次項参照）

### 近藤勇の墓
近藤勇の墓は、寿徳寺の境外墓地である。JR板橋駅前にある。
新選組隊長・近藤勇は、慶応4年（1868年）4月25日に板橋刑場で斬首の刑を受けた。首は京都三条河原にさらされ、胴は現在の北区の滝野川に埋葬されたと言われている。
当墓地は生き残った新選組の隊士・永倉新八が発起人となり、1876年に建てたもの。敷地には近藤の墓の他、土方歳三や新選組隊士の供養塔もある。また1929年には永倉の墓も同じ敷地に建てられた。
以降、毎年命日の4月25日前後になると近藤の供養の為に、当寺院が墓前で法要を行う。当墓地は2003年に東京都北区指定文化財に指定された。

## アクセス
- 都営三田線新板橋駅または西巣鴨駅より徒歩8分。
- 拝観は無料。日中の時間帯のみ受け付け。